# Fredericktown (Missouri)
Fredericktown és una població dels Estats Units a l'estat de Missouri. Segons el cens del 2000 tenia 3.928 habitants.

## Demografia
Segons el cens del 2000, Fredericktown tenia 3.928 habitants, 1.625 habitatges, i 1.010 famílies. La densitat de població era de 355,2 habitants per km².
Dels 1.625 habitatges en un 28,6% hi vivien nens de menys de 18 anys, en un 45,8% hi vivien parelles casades, en un 12,7% dones solteres, i en un 37,8% no eren unitats familiars. En el 34,4% dels habitatges hi vivien persones soles el 21,7% de les quals corresponia a persones de 65 anys o més que vivien soles. El nombre mitjà de persones vivint en cada habitatge era de 2,28 i el nombre mitjà de persones que vivien en cada família era de 2,89.
Per edats la població es repartia de la següent manera: un 23,2% tenia menys de 18 anys, un 8,8% entre 18 i 24, un 24,1% entre 25 i 44, un 19,4% de 45 a 60 i un 24,6% 65 anys o més.
L'edat mediana era de 40 anys. Per cada 100 dones de 18 o més anys hi havia 71,7 homes.
La renda mediana per habitatge era de 21.354 $ i la renda mediana per família de 27.149 $. Els homes tenien una renda mediana de 27.593 $ mentre que les dones 16.729 $. La renda per capita de la població era de 13.512 $. Entorn del 17,4% de les famílies i el 22,3% de la població estaven per davall del llindar de pobresa.

## Poblacions més properes
El següent diagrama mostra les poblacions més properes.